# Brzina trčanja
Brzina trčanja, ili brzina sprinta, je maksimalna brzina koju čovjek ili životinja može istrčati. Postoji mnogo faktora, varira kroz cijelu populaciju, i važan je u atletici i mnogim drugim sportovima, kao što je nogomet, rugby, i američki nogomet.

## Faktori brzine
Ključ brzine u sprintu je prevlast jednog tipa mišićnog tkiva nad drugim, tj. prevlast mišića brzog trzanja nad onima sporog i obrnuto.  Iako mišići brzog trzaja ne proizvode više energije od sporog, kada se koriste, rade to brže, iako se puno brže troše na većim udaljenostima. Prosječan čovjek ima skoro jednaku količinu mišića brzog trzaja nasprem onih sporog, ali top sprinteri mogu imati 80% mišića bržeg trzaja (80/20), dok top trkači na daljinu mogu imati oko 20% (20/80). Vjeruje se, da je to zbog genetike, ali se može malo promijeniti treniranjem. U kampovima za treniranje, čija je svrha djelomično osigurati povećanje maksimalne brzine, su poznatiji kod profesionalnih atletičara, i procjenjuje se da se 17% do 19% brzine može dobiti treniranjem.

## Granice
Usain Bolt je trčao 44,72 km/h, na 100 metara (prosjek između 60 i 80m), ali je maksimalna moguća brzina za čovjeka, tj. brzina koju tijelo može podnijeti je 65 km/h, jer mišići brzog trzaja postaju sve razvijeniji.
Maksimalna ljudska brzina sprinta je sporija, nego kod životinja. Naspram drugih kopnenih životinja, ljudi su osobito sposobni na izdržljivost, ali nesposobni dostizanja velikih brzina. Na primjer, gepardi mogu postići kratke "rafale" brzine i preko 100 km/h, američki konj (eng. quarter horse) ide oko 88 km/h, engleski hrt (eng. greyhound) može dostići 70 km/h (43 mph), a mongolski divlji magarac 64 km/h. Čak i domaća mačka može dostići brzinu od 48 km/h. Neki ljudi (krivo) misle da bi ove životinje izgubili u utrci na daljinu protiv čovjeka. To je netočno kad su u pitanju konji, jer su konji u utrci-maratonu "Čovjek protiv konja" pobijedili za u prosjeku 25%.
Glavna prednost kod ljudi je razvijena metoda hlađenja tijela. Većina kopnenih životinja, kao npr. pas, se hlade brzim disanjem, dok se ljudi hlade znojenjem. Na sunčan dan, slično kao u Africi odakle su ljudi i evoluirali, većina životinja se umori ili pregrije puno brže od ljudi. U Walesu, gdje se održava maraton "Čovjek protiv konja", najveća prosječna temperatura za bilo koji mjesec je 22 °C. Što je manja temperatura, to je prednost čovjeka zbog metode hlađenja manja. Te je tako za vrijeme kad je čovjek pobijedio u maratonu protiv konja vrijeme bilo sunčano i vruće.